# سیارک ۲۳۱۲
سیارک ۲۳۱۲ (به انگلیسی: 2312 Duboshin، نامگذاری:1976GU2) دو هزار و سیصد و دوازدهمین سیارک کشف شده‌است که در ۱ آوریل ۱۹۷۶ کشف شد.
قدر مطلق سیارک برابر ۱۰٫۱۸ است.